# Gasparia pluta
Gasparia pluta is een spinnensoort in de taxonomische indeling van de Desidae.
Het dier behoort tot het geslacht Gasparia. De wetenschappelijke naam van de soort werd voor het eerst geldig gepubliceerd in 1970 door Raymond Robert Forster.